# Pappardelle
Les pappardelles sont de larges fettuccine, une variété de pâtes alimentaires.
Cette version plus grande des tagliatelles était consommée dans l'est de la Toscane dès la fin du Moyen Âge, elle est mentionnée plus tard dans des écrits du XIIIe siècle. Boccace les mentionne dans le Décaméron (VIII,3) parlant du pays de Bengodi où ils les cuisaient « dans du bouillon de chapon, puis les jetaient par terre, et celui qui prenait le plus avait plus ; et près de là coulait un torrent de Vernaccia » et plus tard dans le travail tardif Il Corbaccio fait avec du fromage[pas clair]. À la Renaissance, ils ont été mentionnés par Pier Aretino.
Le nom s'est alors imposé aux formes de pâtes similaires dans tout le centre-nord, avec la diffusion du vernaculaire toscan comme en témoignent de nombreux traités du milieu du millénaire passé. Au XVIe siècle, le chef de haut rang Domenico Romoli, connu sous le nom de « Panunto » et renommé pour le livre de cuisine La Doctrine singulière, les décrit comme des « lasagnes fines, délicates et moelleuses » et insère la « soupe pappardelle florentine » dans les menus réservés aux cours cardinalices de Rome à cette époque. Déjà au XIXe siècle, Dizionario italiano  de Niccoló Tommaseo, «  pappardelle  » est reconnu comme un terme de la langue italienne ; ici elles sont définies comme un « type de lasagnes à cuire dans un bouillon, ou avec de la viande battue, ou avec du lièvre ».

## Description
Leur nom est un dérivé du verbe italien pappare qui signifie « dévorer ».
Leurs dimensions sont d'environ 2 à 3 cm de large.

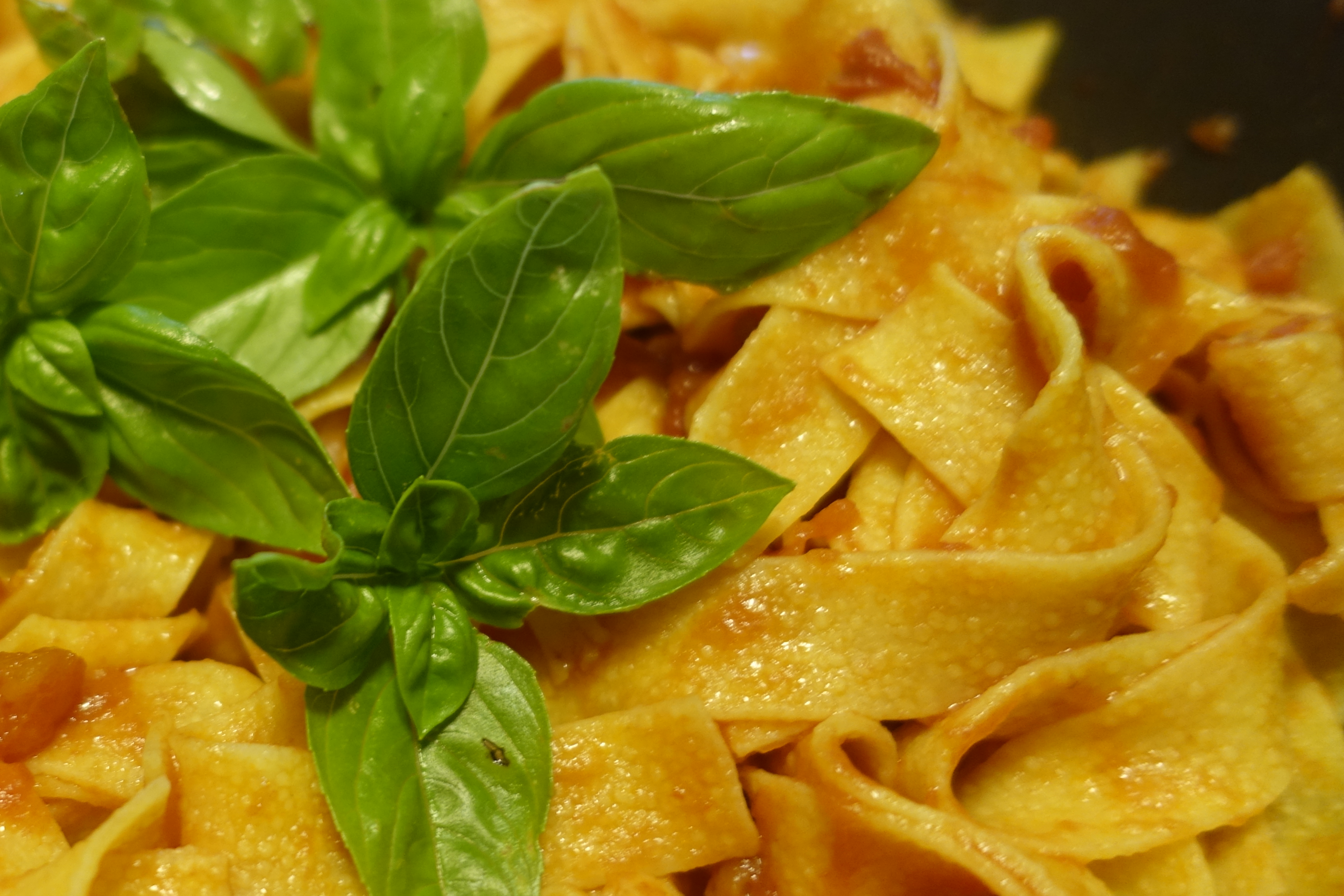
Pappardelle avec tomate et basilic.

Les pappardelle classiques ont les bords cannelés et celles à base d'œufs ont les bords droits. Elles sont souvent associées à une viande de sanglier en sauce, comme dans les pappardelle sul cinghiale,.